# Uitgeverij H. Honig
Uitgeverij H. Honig was een Nederlandse uitgeverij, gevestigd aan de Kromme Nieuwegracht 36 in Utrecht. De uitgeverij werd in maart 1892 opgericht door Hendrik Honig (1866-1931), die zijn opleiding in het boekenvak onder meer genoot bij Broese in Utrecht en Brinkman in Amsterdam. De uitgeverij richtte zich op academische en theologische werken en bleef een eeuw lang actief in de uitgeverswereld.
De uitgeverij werd in 1992 opgeheven. Veel van de uitgebrachte boeken zijn nog steeds beschikbaar via tweedehands boekhandels en online boekhandels.

## Geschiedenis

### Hendrik Honig
Hendrik Honig werd geboren op 6 december 1866 te Utrecht als zoon van Johannes Marinus Honig (1824-1905) en Elisabeth van Meerten (1824-1873) en was de broer van Anthonie Gerrit Honig (1864-1915), een Nederlandse gereformeerde predikant, theoloog en hoogleraar. Anthonie Gerrit Honig speelde een belangrijke rol in het gereformeerde onderwijs en de dogmatiek, wat mogelijk invloed had op het theologische fonds van de uitgeverij. Hij was betrokken bij de Theologische School in Kampen, waar hij zich bezighield met dogmatiek en exegese. Zijn publicaties en invloed binnen de gereformeerde traditie droegen bij aan de bekendheid van de uitgeverij op het gebied van theologische werken.
Na het overlijden van Hendrik Honig in 1931 werd de uitgeverij in 1935 overgenomen door zijn dochter, Mej. E.J.M. (Betsy) Honig (geboren in 1906). Onder haar leiding werd de uitgeverij aangeduid als H. Honig (Mej. E.J.M. Honig), later als Erven H. Honig en Mej. E.J.M. Honig (de erven). De uitgeverij bleef actief tot 1992, toen deze werd opgeheven.

### Pakhuis en de oprichting van Moubal
Naast de vestiging aan de Kromme Nieuwegracht 36, had de uitgeverij een pakhuis aan de Nobeldwarsstraat 13 in Utrecht. Dit pakhuis was direct te bereiken via de tuin van Kromme Nieuwegracht 36, wat de logistiek van de uitgeverij vereenvoudigde.
In 1915 werd in dit pakhuis N.V. Plaatmetaalindustrie Van Mouwerik en Bal (Moubal) opgericht. Dit bedrijf groeide later uit tot een bekende Nederlandse plaatmetaalproducent, gespecialiseerd in metaalbewerkingen zoals stansen, persen en walsen. En producent van Mobaco, populair Nederland constructiespeelgoed van hout en karton in de vorige eeuw.

## Publicaties
H. Honig stond bekend om zijn uitgaven in verschillende vakgebieden, waaronder:
- Statistiek en economie: Een van de bekende publicaties was Leerboek der statistiek voor M.B.A., geschreven door Prof. Dr. A. van Doorn en Drs. J. A. Links. Dit boek werd gebruikt in economische en bedrijfskundige opleidingen.
- Theologie: De uitgeverij gaf ook werken uit van Anthonie Gerrit Honig.

## Archieven
De archieven van Uitgeverij H. Honig worden bewaard bij de Universiteitsbibliotheek van de Universiteit van Amsterdam. Deze archieven bieden inzicht in de geschiedenis en activiteiten van de uitgeverij en bevatten documenten met betrekking tot de uitgaven en correspondentie van het bedrijf. De archieven zijn beschikbaar via de Universitaire Bibliotheken Amsterdam (UBA) en kunnen ook online worden geraadpleegd.